# Rachael Beck
Rachael Beck (Sídney, 9 de febrero de 1971) es una actriz australiana de televisión y teatro, conocida por interpretar a Samantha Kelly, en la serie Hey Dad...!.

## Biografía
Rachael nació en Sídney, Australia. Es hija de Robyn, fue alumna del SCECGS Redlands. 
Beck se casó el 20 de enero de 2001 con el actor Ian Stenlake en Byron Bay. El 15 de enero de 2007 tuvieron su primera hija Tahlula, y el 19 de abril de 2009 a su segunda hija Roxie.
Al momento del nacimiento de Tahlula, Ian se encontraba filmando Sea Patrol en Brisbane y tuvo que viajar hasta Sídney para llegar a tiempo. Al día siguiente tuvo que volar de vuelta a Brisbane para seguir filmando la serie. El padrino de Tahlula es el artista Michael Cormick.

## Carrera
Rachael ha aparecido en numerosas producciones teatrales como Eureka, Cabaret, The Pajama Game, Les Misérables, Cats, Call Me Madam, Big Hair in America, A Little Night Music, Henry IV, The War of the Worlds, entre otras... 
En 1991 se unió al elenco de la serie cómica "Hey Dad..!" donde interpretó a Samantha Kelly, la sobrina de Martin Kelly, hasta 1994 luego de dejar la serie para participar en la obra "Me and My Girl".
Ha aparecido en series como A Country Practice, Family and Friends, The Flying Doctors y en la miniserie This Man... This Woman donde dio vida a Susan Clarke.
En 2000 interpretó a Maria en la obra "The Sound of Music", para las sesiones de Perth y Adelaida. La actriz Lisa McCune, interpretó el mismo papel entre 1999 y el 2000 en Melbourne, Sídney y Brisbane. 
En 2005 trabajó con Todd McKenney y Tommy Tycho en una serie de conciertos llamada Broadway to Hollywood con la Orquesta Sinfónica alrededor de Australia.
En 2006 participó en el programa de concurso de canto It Takes Two, donde obtuvo el tercer lugar junto a su compañero, el actor Mark Furze. En 2007 apareció de nuevo; esta vez obtuvo el cuarto lugar junto a su compañero, el presentador de televisión Ernie Dingo. En 2008 apareció en la tercera temporada junto a Mark Wilson. 
En 2008 apareció en un episodio de la serie dramática City Homicide, donde interpretó a Jemma Pritchard, una mujer inteligente de negocios, que se encuentra bajo investigación cuando el equipo de homicidios se adentra en la vida desconocida de Jane Doe.
El 5 de octubre de 2012 apareció en varios episodios de la exitosa y popular serie australiana Home and Away donde interpretó a Lisa Flemming, la fisioterapeuta de Dexter Walker (Charles Cottier) hasta final del mismo año. Anteriormente había aparecido por primera vez en la serie el 8 de noviembre de 1990 cuando interpretó a Kim Mitchell, la hermana de Grant Mitchell (Craig McLachlan) hasta el 15 de noviembre de 1990.

## Filmografía

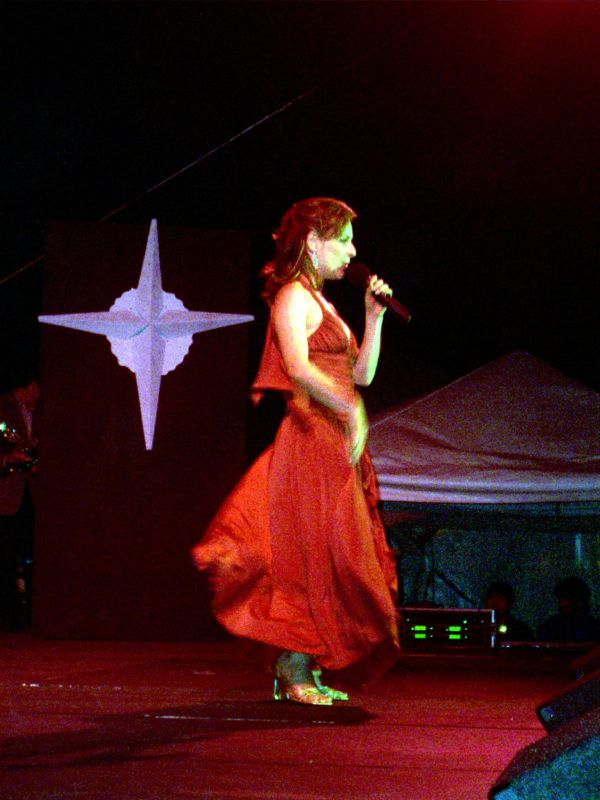
Rachael Beck en 2005.

Series de televisión
| Año         | Título                 | Personaje             | Notas                            |
| ----------- | ---------------------- | --------------------- | -------------------------------- |
| 2012        | Home and Away          | Dra. Lisa Flemming    | 9 episodios                      |
| 2008        | City Homicide          | Jemma Pritchard       | episodio "Jane Doe"              |
| 2000        | Stingers               | Tracy Mason           | episodio "A Marriage to Die For" |
| 1996        | Mercury                | Chelle Holford        | -                                |
| 1991 - 1994 | Hey Dad..!             | Samantha "Sam" Kelly  | 102 episodios                    |
| 1990        | Home and Away          | Kim Mitchell          | 6 episodios                      |
| 1990        | A Country Practice     | Enfra. Paula Williams | 2 episodios                      |
| 1990        | Family and Friends     | Claudia Rossi         | -                                |
| 1989        | G.P.                   | Alison Johnston       | episodio "Secrets"               |
| 1989        | This Man... This Woman | Susan Clarke          | miniserie                        |
| 1989        | The Flying Doctors     | Rosie Malarvy         | episodio "Not the Malarvy's"     |

Películas
| Año  | Título              | Personaje   | Notas                                                 |
| ---- | ------------------- | ----------- | ----------------------------------------------------- |
| 1993 | The Feds: Deception | Judy Taylor | junto a Nadine Garner, Angie Milliken & Brian Vriends |
| 1989 | Ocean Boulevarde    | Jo          | -                                                     |

Cantante y MC
| Año  | Título                         | Notas                      |
| ---- | ------------------------------ | -------------------------- |
| 2006 | 2006 Australian Dance Awards   | MC - junto a Todd McKenney |
| 2006 | Red Roses                      | cantante                   |
| 2004 | Australia's Leading Ladies     | cantante                   |
| 2004 | Let's Face the Music And Dance | cantante                   |

Teatro
| Año         | Obra                        | Personaje             | Director (a)      | Teatro                | Notas                                                            |
| ----------- | --------------------------- | --------------------- | ----------------- | --------------------- | ---------------------------------------------------------------- |
| 2012 - 2013 | Chitty Chitty Bang Bang     | Truly Scrumptious     | Roger Hodgman     | Festival Theatre      | junto a David Hobson, Shane Bourne, Declan Allen & Peter Carroll |
| 2012        | Ordinary Days               | -                     | Grace Barnes      | Darlinghurst Theatre  | junto a Michael Falzon, Jay James-Moody & Erica Lovell           |
| 2011        | More than Words             | -                     | -                 | -                     | junto a Ian Stenlake                                             |
| 2011        | You and I                   | -                     | Bev Kennedy       | Cremorne Theatre      | junto a Ian Stenlake                                             |
| 2008        | Gala Concert                | -                     | Peter Ross        | Her Majesty's Theatre | junto a Ian Stenlake, Peter Cousens & Rob Mills                  |
| 2007        | The War of the Worlds       | Beth                  | Jeff Wayne        | -                     | junto a Richard Burton, Shannon Noll & Michael Falzon            |
| 2006        | The Pajama Game             | Gladys Hotchkiss      | Terence O'Connell | State Theatre         | junto a Pippa Grandison, Ian Stenlake & David Harris             |
| 2006        | Kookaburra Launch Concert   | -                     | Gale Edwards      | Lyric Theatre         | junto a John Waters, Debra Byrne, Ian Stenlake & Drew Forsythe   |
| 2005        | Summer Rain                 | Peg Hartigan          | Robyn Nevin       | Sydney Theatre        | junto a Jodie Gillies, Genevieve Lemon & Terry Serio             |
| 2005        | First Curtain Call          | -                     | -                 | Festival Theatre      | junto a Ian Stenlake & Marina Prior                              |
| 2004        | Eureka                      | Alicia Dunn           | Gale Edwards      | Her Majesty's Theatre | junto a Trisha Crowe, Ian Stenlake & Michael Cormick             |
| 2003        | Cabaret                     | Sally Bowles          | Sam Mendes        | Lyric Theatre         | junto a Ian Stenlake & Lisa McCune                               |
| 2001, 2002  | Singing in the Rain         | Kathy Selden          | David Atkins      | Festival Theatre      | junto a Brendan Hanson, Maggie Kirkpatrick & Vic Rooney          |
| 2001        | The Sound of Music          | Maria Rainer          | Susan H Schulman  | -                     | -                                                                |
| 2000        | Guys and Dolls              | Sarah                 | Gary Young        | -                     | -                                                                |
| 2000        | Call Me Madam               | Princesa María        | Gary Young        | State Theatre         | junto a Spencer McLaren, Grant Smith & Geraldine Turner          |
| 1999        | Big Hair in America         | Donna/Amy Fisher      | Marion Potts      | Hot House Theatre     | junto a Lisa Bailey, Rachel Gordon, Nicholas Eadie & Susan Lyons |
| 1999        | Secret Bridemaid's Bisoness | Naomi                 | Catherine Hill    | Malthouse Theatre     | junto a Tara Morice, Kate Johnston & Fred Whitlock               |
| 1997 - 1998 | Les Misérables              | Fantine               | Matt Ryan         | -                     | -                                                                |
| 1995 - 1996 | Beauty and the Beast        | Belle                 | Rob Roth          | -                     | junto a Hugh Jackman, Michael Cormick & Grant Smith              |
| 1994, 1995  | Me and My Girl              | Sally                 | Nigel West        | His Majesty's Theatre | junto a Sheila Bradley, Tony Harvey & Peter Whitford             |
| 1992        | Young Judy: An Interview    | Judy Garland          | John Beck         | Stables Theatre       | -                                                                |
| 1991        | Henry IV: Part One          | Lady Mortimer/Frances | Wayne Harrison    | Blackfriars Theatre   | junto a Andrew McFarlane, Marcus Graham & Steven Vidler          |
| 1990        | A Little Night Music        | Fredrika              | Wayne Harrison    | Drama Theatre         | junto a John Waters, Toni Collette & Geraldine Turner            |
| 1988        | Cats                        | -                     | Trevor Nunn       | Her Majesty's Theatre | junto a Dale Baker, Emma Callaghan, Linda Hartley & John Wood    |
| 1988        | The Wiz                     | Dorothy               | -                 | -                     | -                                                                |

Apariciones
| Año         | Programa     | Notas        |
| ----------- | ------------ | ------------ |
| 2006 - 2008 | It Takes Two | 25 episodios |

## Premios y nominaciones
| Año  | Categoría                                    | Premio           | Obra                 | Resultado |
| ---- | -------------------------------------------- | ---------------- | -------------------- | --------- |
| 2001 | -                                            | MO Award         | Singing in the Rain  | Nominada  |
| 1999 | Female Artist in a Featured Role             | Green Room Award | Les Misérables       | Nominada  |
| 1999 | Best Australian Soundtrack/Cast/Show Release | ARIA Award       | Beauty and the Beast | Nominada  |